# Teresa Maria Coriolano
Teresa Maria Coriolano nota anche come Teresa Coriolani o Coriolana (Bologna, 1620 circa – Bologna, ...) è stata un'incisore e pittrice italiana attiva nel XVII secolo in ambito bolognese.

## Biografia
Teresa Maria Coriolano nacque intorno al 1620 a Bologna. Figlia dell'incisore Bartolomeo Coriolano da cui imparò le basi dell'incisione, si formò come pittrice alla scuola femminile di Elisabetta Sirani. Luigi Crespi, nel suo Vite de' pittori Bolognesi non descritte nella Felsina pittrice del 1769, scrive che fu «condiscepola della Muratori» pur senza essere stata allieva del Taruffi. Alla morte della Sirani, continuò ad apprendere il disegno e la pittura dal padre.
Poco si sa della sua produzione incisoria, se non che fu poco prolifica e che «le incisioni sue furono lodate al pari di quelle del padre» secondo alcune fonti: le è attribuita un'acquaforte della Madonna seduta col Bambino ritratta a mezza figura.
Più nota e copiosa la sua attività come pittrice, che spazia dai ritratti «nei quali riuscì eccellentemente» ai quadri a soggetto religioso, per una committenza modenese e romana presso cui godeva di una certa fama.

Teresa Maria Coriolano lavorò anche con Giulia Canuti Bonaveri.
Artista caduta nell'oblio, gran parte della sua opera è dispersa e non documentata, le ricerche sono ancora in corso.
Luigi Crespi elenca tra le sue opere vari dipinti, tra cui un Figliol prodigo, un Sant'Ignazio, un San Girolamo, alcuni dipinti della Vergine, un Giuseppe ebreo, un Crocifisso e una Madonna della Rosa, oltre a numerosi ritratti non meglio specificati.
La data di morte non è nota. Se ne hanno ancora notizie nel 1670.
Nel 2017 le è stata dedicata una conferenza nell'ambito di una giornata di studio sulle pittrici femminili.